# نرجس منتفخ
النرجس المنتفخ (باللاتينية: Narcissus obesus) نوع نباتي يتبع جنس النرجس من الفصيلة النرجسية. ينمو النبات من بصلة شتوية مبكرة معمرة.

## الموئل والانتشار
يعد النرجس المنتفخ متوطنًا في إسبانيا والبرتغال. ويتواجد في المغرب